# Турков Андрій Михайлович
Андрій Михайлович Турків (28 серпня 1924, Митищі, Московська губернія, РРФСР, СРСР — 13 вересня 2016, Москва) — радянський і російський літературний критик, літературознавець. Учасник Великої Вітчизняної війни. Закінчив
Літературний інститут ім. А. М. Гіркого (1950). Працював у журналах «Огонек» і «Юність». Член редколегії журналу «Вопросы литературы».
Друкувався з 1948 року. Автор публікацій по сучасній російській літературі. Особливий інтерес до творчості О. Твардовського і поетам воєнного покоління.
Помер у Москві 13 вересня 2016 року на 93 році життя.

## Твори
- Владимир Луговской. М., Знание, 1958.
- Александр Твардовский.- М., Гослитиздат, 1960.; 2-е изд. испр., доп. — М., Художественная литература, 1970.
- Николай Тихонов. — М., Знание, 1960.
- Поэзия созидания. — М., Советский писатель, 1962. — 256 с., 7 000 экз.
- Салтыков-Щедрин. М., Молодая гвардия, 1964. — 65 000 экз. Изд.2-е — 1965. — 100 000 экз. (ЖЗЛ)
- Николай Заболоцкий. М., Художественная литература, 1966. — 10 000 экз.; М., Просвещение, 1981. — 100 000 экз.
- От десяти до девяноста. М., Детская литература, 1966.
- По дорогам и по страницам. — М., Советский писатель, 1968.
- Александр Блок. — М., Молодая гвардия. 1969. — 150 000 экз., 2-е изд. 1981. — 100 000 экз. (ЖЗЛ)
- Исаак Ильич Левитан. М., Искусство, 1974. — 75 000 экз. (Жизнь в искусстве).
- Открытое время. — М., Советский писатель, 1975. — 392 с., 20 000 экз.
- Путешествие по литературной Эстонии. — М., Знание, 1975
- Александр Блок. — М., Советская Россия, 1976. — 50 000 экз.
- Высокое небо. — М., Детская литература, 1977.
- На тысячу ладов. — Таллин, 1977. — 2 000 экз.
- Мера вещей. М., Знание, 1979. — 80 000 экз.
- Салтыков-Щедрин. — М., Советская Россия, 1981.
- Вечный огонь. М., Современник, 1984.
- Борис Кустодиев. — М., Искусство, 1986. — 100 000 экз. (Жизнь в искусстве).
- Фёдор Абрамов. М., Советский писатель, 1987. — 25 000 экз.
- Ваш суровый друг. М., Книга, 1988. — 110 000 экз., 100 000 экз. с илл.
- Неоконченные споры. М., Правда, 1989. — 48 с., 150 000 экз.
- А. П. Чехов и его время. М., Художественная литература, 1980; 2-е изд. — М., Советская Россия, 1987
- Борис Михайлович Кустодиев. — М., Терра, 1998
- Время и современники. Статьи о современной России и русской литературе. М.: Новый ключ, 2004.
- Твардовский. Москва, 2010 (ЖЗЛ)

## Нагороди та премії
- Орден Вітчизняної війни I ступеня
- Орден Дружби (2000) — за заслуги перед державою, багаторічну плідну діяльність у галузі культури і мистецтва, великий внесок у зміцнення дружби і співробітництва між народами[3]
- Премія Уряду Російської Федерації в області культури (02.03.2012) — за книгу «Твардовський» із серії ЖЗЛ[4]